# Liste von Technikmuseen
Liste von Technikmuseen
Ein Technikmuseum archiviert und stellt technische Errungenschaften, überwiegend historische Objekte, aus. Zahlreiche weitere selbständige Museen im Bereich der Technik spezialisieren sich auf bestimmte technische Gattungen wie Verkehrsmuseen oder bestimmte Fabrikate und Industriezweige, etwa Bergbau, Chemie, Messtechnik, Musikinstrumente, Keramik oder Papier. Technische Zukunftsvisionen werden überwiegend in sogenannten Science Centern präsentiert.

## Liste
(unvollständig)
| Name                                                                         | Ort                                | Eröffnung      | Bild                                    |
| ---------------------------------------------------------------------------- | ---------------------------------- | -------------- | --------------------------------------- |
| Deutsche Museum von Meisterwerken der Naturwissenschaft und Technik          | München                            | eröffnet 1925  |                                         |
| Technikmuseum Freudenberg                                                    | Freudenberg                        | gegründet 2002 |                                         |
| Sammlung Luftfahrt.Industrie.Westfalen                                       | Werdohl-Eveking (Märkischer Kreis) | gegründet 2017 |                                         |
| Schauplatz Eisenbahn                                                         | Chemnitz-Hilbersdorf               | gegründet 2020 |                                         |
| Technoseum                                                                   | Mannheim                           | gegründet 1990 |                                         |
| Technikmuseum Magdeburg                                                      | Magdeburg                          | gegründet 1993 |                                         |
| Deutsches Technikmuseum Berlin                                               | Berlin-Kreuzberg                   | 1983           |                                         |
| Museum Industriekultur                                                       | Nürnberg                           | gegründet 1988 |                                         |
| Technisches Museum Wien vormals Technisches Museum für Industrie und Gewerbe | Wien, Österreich                   | gegründet 1918 |                                         |
| Swiss Science Center Technorama                                              | Winterthur, Schweiz                | 1982           |                                         |
| Musée des arts et métiers                                                    | Paris, Frankreich                  | gegründet 1794 |                                         |
| Science Museum                                                               | London, Vereinigtes Königreich     | gegründet 1857 |                                         |
| Museo nazionale della scienza e della tecnologia Leonardo da Vinci           | Mailand, Italien                   | gegründet 1953 |                                         |
| Museo Rocsen                                                                 | Nono, Argentinien                  | gegründet 1969 |                                         |
| Centrum Techniki i Rozwoju Regionu „Muzeum Nowoczesności“ w Olsztynie        | Olsztyn, Polen                     | eröffnet 2014  |                                         |
| Musée des ondes Emile Berliner                                               | Montreal, Kanada                   | gegründet 1992 | Berliner Gram-o-phone/RCA Victor Fabrik |
| Technik Museum Sinsheim                                                      | Sinsheim                           | eröffnet 1981  |                                         |
| Technik-Museum Speyer                                                        | Speyer                             | 1991           |                                         |
| Technikmuseum Kratzmühle                                                     | Kratzmühle                         | 1995           |                                         |
| Nationales Technikmuseum in Warschau                                         | Warschau                           | 1955           |                                         |
| Technisches Nationalmuseum in Prag                                           | Prag                               | 1941           |                                         |
| Chatham Marconi Maritime Center                                              | Cape Cod                           | 2002           |                                         |
| Norsk Teknisk Museum                                                         | Oslo                               | 1914           |                                         |
| Deutsches Stuhlbaumuseum                                                     | Rabenau (Sachsen)                  | 1922           |                                         |
| Technik-Museum Kassel                                                        | Kassel                             | 2010           |                                         |